# جنگ و صلح (فیلم ۲۰۰۲)
جنگ و صلح (انگلیسی: War and Peace) یک فیلم مستند است که در سال ۲۰۰۲ منتشر شد و به آزمایش‌های اتمی هند و پاکستان می‌پردازد.